# 王應龍 (膚施)
王應龍（？—1659年），延安府膚施縣人，明朝、南明政治人物。

## 生平
王應龍不識字，在張獻忠軍隊擔任箭工，累官工部尚書。後來他依附孫可望，跟隨入雲南。永曆二年（1648年），永曆朝廷讓他出任御史巡按雲南；到永曆十年（1656年）三月，李定國推薦王應龍擢官工部尚書。永曆十三年（1659年），永曆帝從永昌逃入緬甸，王應龍和兒子連夜趕到永昌，但皇帝已經離開。他年老，不能於亂軍中奔走，於是向兒子說：「我本來是一介平民，獲恩賜當官至司空。以前未能匡扶社稷，現在不能患難從君，還有何顏面求存！」因此自縊而死。他的兒子哭著說：「父親為君主殉難，兒子應該繼承父親志向。」也自縊而死。

## 引用
1. 1 2  錢海岳《南明史·卷五十七·列傳第三十三》：王應龍，膚施人。戇不識字，以箭工從張獻忠軍，累官工部尚書。後黨孫可望，從入滇。永曆二年，以御史巡按雲南。十年三月，李定國薦擢工部尚書。
2. ↑  錢海岳《南明史·卷五十七·列傳第三十三》：十三年，上發永昌，將幸緬甸，偕子晝夜兼程追扈至永昌，而上已行。應龍年老，不能於亂軍中馳驅；謂子曰：「我本草茅下賤，蒙恩受職，官至司空。先不能匡扶社稷，今不能患難從君，尚靦顏求活人世乎！」因自縊。其子泣曰：「父殉君難，子成父志，宜也。」亦隨縊死。